# Formigine
Formigine (Furméżen in dialetto modenese) è un comune italiano di 34 491 abitanti della provincia di Modena in Emilia-Romagna.
La città è situata a circa 10 km a sud di Modena ed è parte dell'Unione dei Comuni del Distretto Ceramico.

## Geografia fisica
Il comune di Formigine si estende nell'alta pianura modenese, 10 km a sud di Modena, occupando una superficie di 46,74 km². Confina con i comuni di Modena a nord, Castelnuovo Rangone ad est, Castelvetro di Modena a sud-est, Maranello e Fiorano Modenese a sud, e Sassuolo ad sud-ovest.

## Storia

### Fondazione
Nel territorio si insediarono i Boi, tribù celtiche che nel 400 a.C. resero l'area compresa tra il Taro ed il Reno il centro del loro insediamento. Con la conquista romana della Gallia Cisalpina iniziò il processo di latinizzazione dei Celti o Celto-liguri, ed a quel periodo si deve la nascita della lingua locale appartenente al ceppo delle lingue gallo-romanze. I vari insediamenti lasciarono diverse tracce che ne narrano la storia e gli scavi archeologici degli ultimi anni hanno portato alla luce nuovi reperti ed hanno permesso di ricostruire la storia di quel periodo.
Nel X secolo venne edificata una piccola chiesa, testimone della presenza di una popolazione stanziale formiginese. Intorno all'XI secolo vicino fu costruito un cimitero. Nel 1200 si decise di fortificare Formigine e nel 1318 il castello di Formigine fu affidato ad una famiglia dell'aristocrazia modenese. Già nel Trecento l'abitato aveva raggiunto una certa consistenza. Nell'estate del 1335, gli Este saccheggiarono Formigine e ne devastarono il territorio. Nella seconda metà del XIV secolo il castello e l'abitato di Formigine subirono poi diverse trasformazioni.

### Periodo dei Pio
Nel 1394 il castello fu assegnato ad Azzo da Castello ed in seguito alla sua scomparsa a Formigine si affermò il dominio del signore di Carpi Marco I Pio, concesso nel 1395 da Niccolò III d'Este. Nel periodo della massima potenza raggiunta dai Pio, tra la fine del Quattrocento e gli inizi del Cinquecento, Formigine fu eletta sede podestarile, insieme con Sassuolo, Spezzano, Brandola e Soliera.
Nel 1524 sulla torre principale del castello fu posto un orologio (da allora si chiama torre dell'orologio). All'epoca l'abitato era la parte all'interno delle mura del castello. Nel 1648 Francesco I d'Este cedette il feudo di Formigine al marchese Mario Calcagnini e nel 1660, lungo la cortina muraria del castello, furono costruite nuove segrete. Dopo un periodo di progressiva decadenza si ebbe una rinascita con la costruzione di una nuova via di comunicazione con la Toscana, inaugurata nel 1778.

### Secoli XX e XXI
Nel 1945 Formigine e il suo castello furono bombardati e nel 1946 gli eredi dei Calcagnini decisero di vendere il castello e il comune lo acquisì per trasformarlo in sede comunale.

Nel settembre del 2007 fu riaperto al pubblico in seguito ai lavori di restauro e allo spostamento della sede comunale nel nuovo municipio. L'aula consiliare rimase tuttavia nella storica sede del castello. 

Nei primi anni 2000, il castello cittadino è stato oggetto di nuovi e importanti scavi archeologici, condotti dall'Università Ca' Foscari su richiesta dell'amministrazione comunale e della Direzione Regionale per i Beni Culturali e Paesaggistici dell’Emilia-Romagna. Lo scavo ha consentito di chiarire numerosi aspetti della storia quotidiana sociale, economica e militare dell'allora borgo formiginese, per esempio una relativa distanza tra la chiesa oggi situata all'interno del castello e l'abitato e la forte militarizzazione dell'intera zona a partire dalla costruzione della fortificazione principale, a difesa del lato orientale del territorio modenese.

### Simboli
Lo stemma del comune è stato riconosciuto al sindaco Guido Gaetano Rossi Barattini con Decreto Regio del 10 maggio 1925, nel quale si determina il simbolo della quercia e i colori verde e blu, mentre il gonfalone fu ufficializzato a termini di legge solo nel 1927.
La quercia rappresenta i valori della fertilità, longevità, vigoria, resistenza e forte attaccamento alla terra, qualità nelle quali i formiginesi si sono da sempre riconosciuti, a partire dalla vocazione agricola del territorio.
I colori verde e blu furono scelti perché all'epoca venne istituito un corpo di volontari di Guardie campestri che indossavano una divisa di pannetto verde con bordi di tessuto blu. Nei secoli passati, i colori del paese furono il giallo e il blu, per l'influenza del comune di Modena.

Gonfalone

## Monumenti e luoghi d'interesse

### Architetture religiose
- - Chiesa di San Bartolomeo Apostolo, chiesa parrocchiale.
  - Chiesa della Santissima Annunciata
  - Chiesa della Madonna del Ponte
  - Chiesa del Conventino
  - Pieve di San Giacomo a Colombaro del XII secolo, l'edificio più antico del territorio.
  - Chiesa di Santa Maria Assunta a Casinalbo.

### Architetture civili
- Villa Gandini, nota anche come villa della Resistenza o villa Aggazzotti, sede della biblioteca comunale
- Torre dell'acquedotto, costruita durante il ventennio fascista, è l'edificio più alto del comune.

### Architetture militari
- Castello di Formigine, del XIII secolo.

## Società

### Evoluzione demografica
Negli ultimi cinquanta anni, a partire dal 1971, la popolazione residente è raddoppiata.
Abitanti censiti

### Etnie e minoranze straniere
Al 31 dicembre 2022 gli stranieri residenti nel comune erano 2 169 pari al 6,37% della popolazione.

## Cultura

### Eventi
Tra gli appuntamenti che ogni anno ricorrono sono da ricordare:
- Il carnevale dei Ragazzi, con il celebre discorso della famiglia Pavironica che chiude il carnevale del martedì;
- La festa della Madonna del Carmine (Carmelo), il 16 luglio;
- La fiera di San Lorenzo, il 10 agosto;
- La sagra di San Bartolomeo, patrono del capoluogo, il 24 agosto; dal 2005 accompagnata dalla "Festa Medievale" denominata "Ludi di San Bartolomeo" organizzati dall'associazione pro loco, che ha una durata di 4 giorni, durante i quali il centro storico prende la veste medievale, con spettacoli e rievocazioni storiche che culminano l'ultimo giorno con l'assalto al castello, uno spettacolo pirotecnico rievocativo che richiama persone anche da fuori regione;
- Il "settembre Formiginese", manifestazione con più di 30 anni di vita, per un mese vede il centro storico e tutti i suoi negozianti impegnati in iniziative, ogni fine settimana sono presenti mercatini, spettacoli e fiere.
- La "maratona d'Italia - Memorial Enzo Ferrari" che parte da Maranello e attraversa il territorio formiginese, prosegue per Modena e Soliera, infine arriva a Carpi.
- Il “Castello in fiore”, organizzato dalla pro loco l'ultimo fine settimana di marzo, che richiama numerosi protagonisti del settore per esposizioni e vendite itineranti.
- La festa "Formigine dolce Europa", una manifestazione dedicata ai prodotti dolciari organizzata da pro loco il primo fine settimana di novembre rivolta ai bambini e alle famiglie, che termina la domenica con il taglio del dolce mattone (dolce mattonella), più grande d'Italia, oltre 30 metri.
- Il "Villapark Streetfestival", un festival che unisce basket da strada, musica hip hop, birra e prodotti alimentari tipici. Il tutto sul campo da basket del parco di villa Gandini.
- Il "Moninga Open Air Festival", una tre giorni che a Villa Benvenuti propone musica, stand gastronomici ed eventi promozionali volti alla raccolta fondi per il reparto di pediatria di Kimbondo, nella periferia di Kinshasa.
- La "Magnalonga Città di Corlo" è un percorso enogastonomico tra le campagne del comune di Formigine che si svolge nel mese di maggio.
- La "Scampagneda ed Furmezen" è un percorso enogastonomico tra le campagne del comune di Formigine che si svolge nel mese di settembre.

## Economia
Negli anni cinquanta l'amministrazione comunale di Formigine rinunciò a beneficiare delle agevolazioni fiscali alle imprese che volessero investire in aree depresse. La decisione di fatto evitò che a Formigine si insediassero le industrie produttrici di piastrelle che, invece, sono parte integrante del panorama dei comuni limitrofi (Sassuolo e Fiorano Modenese in primis). La rinuncia all'industrializzazione massiccia ha salvaguardato il territorio sancendo la vocazione residenziale del paese che, causa la controurbanizzazione sia di Modena sia dell'area Sassolese, ha visto la propria popolazione crescere rapidamente.
Sul territorio comunale hanno sede piccole e medie manifatture meccaniche indotto tanto del vicino comprensorio ceramico quanto dell'industria automobilistica. Rilevante peso occupa l'industria alimentare che vanta marchi noti a livello nazionale operanti nella macellazione suina. Formigine peraltro non tradisce la propria vocazione agricola (frutta e vigneti) e zootecnica (allevamenti di suini), e nemmeno quella artigianale, per la quale è rinomata la lavorazione del ferro battuto.

## Infrastrutture e trasporti
Il territorio comunale è attraversato dalla ferrovia Modena-Sassuolo, gestita dalla società Tper. Nel territorio comunale di Formigine sono presenti tre stazioni ferroviarie appartenenti alla linea: la stazione di Formigine, nel capoluogo comunale, la stazione di Casinalbo, al servizio dell'omonima frazione e la Stazione di Bertola Baggiovara, che serve anche la vicina frazione Baggiovara di Modena.
Il territorio è attraversato in direzione Nord - Sud dalla Strada Provinciale numero 3 Pietro Giardini, un tempo SS12 dell'Abetone e del Brennero, principale via di collegamento con Modena e la montagna. L'altra principale arteria del paese è la SS 486 (di Montefiorino) che, congiungendosi alla Strada Provinciale Giardini in prossimità dell'abitato di Casinalbo, collega Formigine a Sassuolo. Di recente costruzione la strada a scorrimento veloce Modena-Fiorano (strada a carreggiate separate con 2 corsie per senso di marcia) collega Formigine alla tangenziale di Modena e quindi all'Autostrada A1.
Il comune è dotato di un'ampia rete di piste ciclabili che collegano le frazioni al capoluogo.

## Amministrazione

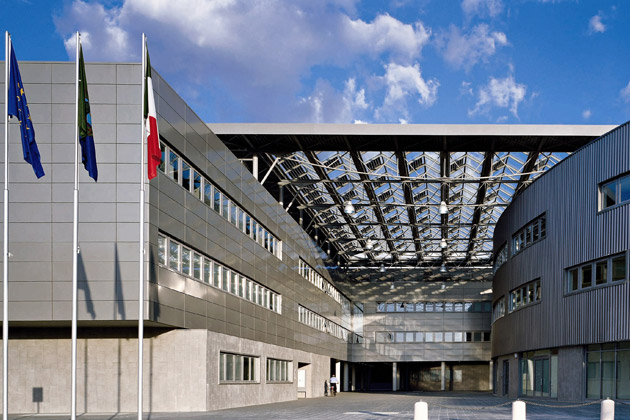
Sede comunale

### Gemellaggi
Formigine è gemellata con:
- Saumur, dal 2013[11]
- Tábor
- Kilkenny, dal 2018
- Edchera
- Monte Urano
- Finale Emilia
- Verden (Aller), dal 2023

Inoltre, Formigine ha firmato nel marzo 2016 un patto di amicizia con il comune di Cervia.